# Ganymedes
A Ganymedes (korábban Jupiter III) a Jupiter holdja, a legnagyobb hold és a kilencedik legnagyobb égitest a Naprendszerben. Ha nem a Jupiter, hanem a Nap körül keringene, mérete alapján akár bolygóként is besorolható lenne, mivel a Mars háromnegyedét teszi ki, és nagyobb (bár könnyebb is) a Merkúrnál. Ez az egyetlen hold a Holdon kívül, amely ideális viszonyok között akár szabad szemmel is látható. A Jupitertől kifelé a hetedik ismert holdja a bolygónak, a legkorábban felfedezett ún. Galilei-holdak között a harmadik, innen ered a korábbi jelölése.
A felfedezőnek Galileo Galileit tartják, aki 1610. január 7-én dokumentálta létezését, bár feltételezhető, hogy az elsőséget szintén magáénak valló Simon Marius vele egyidőben, függetlenül fedezte fel. A hold nevét is Marius javasolta, Ganümédész trójai királyfi után, akit a monda szerint Zeusz elrabolt és az Olümposzra vitt, hogy az istenek pohárnoka legyen. Galilei határozottan ellenezte az elnevezést, és munkáiban következetesen római számokkal hivatkozott a holdakra, ez a gyakorlat pedig hosszú ideig befolyásolta a névhasználatot. A hold mai nevét a 20. század közepétől használják rendszeresen.
A Pioneer 10 után több más űrszonda is vizsgálta a Ganymedest. A Voyager–1 és Voyager–2 küldetések pontosabb információkkal szolgáltak a méretéről, míg a Galileo fedezte fel a felszín alatti óceán és a mágneses mező létét, amely interakcióban van a Jupiterével. A Jupitert és holdjait vizsgáló soron következő misszió az Európai Űrügynökség Jupiter Icy Moons Explorer (JUICE) szondájának felbocsátása lesz, várhatóan 2022-ben. A tervek szerint az Europa, a Ganymedes és a Callisto holdaknál végzett közelrepülés után a JUICE a Ganymedes körül fog pályára állni.
A Ganymedes önálló mágneses mezejének létéért, amely a Naprendszer holdjai között ritka, feltételezhetően a magban található folyékony vas áramlása felelős. A Galileo űrszonda vizsgálatai előtt úgy gondolták, hogy a Ganymedes és a Callisto kőzetmagból és az ezt körülvevő vastag jégrétegből áll. A hold felszíne két részre osztható: az egyik kráterekkel borított öregebb felszín, a másik egyenetlen, fiatalabb felszín. Ezek valószínűsíthetően tektonikus eredetűek. Az Europához hasonlóan a Ganymedes légköre is tartalmazhat nyomokban oxigént és ózont, ez azonban még nem bizonyítja az élet jelenlétét. Az itt talált nagyszámú kráter alapján a kutatók arra a következtetésre jutottak, hogy a Ganymedes ugyanolyan idős lehet, mint a Hold, azaz 3-3,5 milliárd éves. A holdi kráterekkel ellentétben a Ganymedes kráterei szinte teljesen laposak. Ezt valószínűleg az okozza, hogy a felszíni jégréteg elég vékony.

## Fordítás
Ez a szócikk részben vagy egészben  a   Ganymede (moon) című angol Wikipédia-szócikk ezen változatának fordításán alapul.  Az eredeti cikk szerkesztőit annak laptörténete sorolja fel. Ez a jelzés csupán a megfogalmazás eredetét és a szerzői jogokat jelzi, nem szolgál a cikkben szereplő információk forrásmegjelöléseként.